# Jan Paluska
Jan Paluska (23 giugno 2005) è un calciatore ceco, difensore del Viktoria Plzeň.

## Carriera

### Club
Paluska è cresciuto nel settore giovanile del Viktoria Plzeň, con cui ha debuttato il 6 agosto 2023 nell'incontro di 1. liga vinto 3-1 contro il Baník Ostrava. Ha segnato il suo primo gol il 30 ottobre 2024 in Pohár FAČR contro l'Ústí nad Labem.

### Nazionale
Ha giocato con le nazionali giovanili ceche Under-17, Under-18 ed Under-19.

## Statistiche

### Presenze e reti nei club
Statistiche aggiornate al 23 novembre 2024.
| Stagione        | Squadra         | Campionato      | Campionato | Campionato | Coppe nazionali | Coppe nazionali | Coppe nazionali | Coppe continentali | Coppe continentali | Coppe continentali | Altre coppe | Altre coppe | Altre coppe | Totale | Totale | Totale |
| Stagione        | Squadra         | Comp            | Pres       | Reti       | Comp            | Pres            | Reti            | Comp               | Pres               | Reti               | Comp        | Pres        | Reti        | Pres   | Reti   |        |
| --------------- | --------------- | --------------- | ---------- | ---------- | --------------- | --------------- | --------------- | ------------------ | ------------------ | ------------------ | ----------- | ----------- | ----------- | ------ | ------ | ------ |
| 2023-2024       | Viktoria Plzeň  | 1L              | 5          | 0          | CRC             | 0               | 0               | UEL                | 4                  | 0                  | -           | -           | -           | 9      | 0      |        |
| 2024-2025       | Viktoria Plzeň  | 1L              | 0          | 0          | CRC             | 1               | 1               | UEL                | 2                  | 0                  | -           | -           | -           | 6      | 1      |        |
| Totale carriera | Totale carriera | Totale carriera | 5          | 0          |                 | 1               | 1               |                    | 6                  | 0                  |             | -           | -           | 12     | 1      |        |